# Сальдо міграції

Сальдо міграції на 2016 рік. Легенда:
позитивне
негативне
нульове
немає даних

Сальдо міграції — різниця між кількістю осіб, які прибули на будь-яку територію, і кількістю осіб, які вибули звідти за один і той самий проміжок часу. Сальдо міграції може бути позитивним і негативним. Іноді розглядають сальдо міграції між двома територіями, при якому враховуються переїзди людей тільки між цими територіями.